# Műugrás az 1976. évi nyári olimpiai játékokon
Az 1976. évi nyári olimpiai játékokon a műugrásban négy bajnokot avattak, két férfi és két női számban. Klaus Dibiasi olasz toronyugró harmadszor lett száma legjobbja 1968-as első bajnoki címe óta.

## Éremtáblázat
(A táblázatokban a rendező ország csapata eltérő háttérszínnel, az egyes számoszlopok legmagasabb értéke, vagy értékei vastagítással kiemelve.)
| Az 1976. évi nyári olimpiai játékok éremtáblázata műugrásban | Az 1976. évi nyári olimpiai játékok éremtáblázata műugrásban | Az 1976. évi nyári olimpiai játékok éremtáblázata műugrásban | Az 1976. évi nyári olimpiai játékok éremtáblázata műugrásban | Az 1976. évi nyári olimpiai játékok éremtáblázata műugrásban | Olimpia  |
| ------------------------------------------------------------ | ------------------------------------------------------------ | ------------------------------------------------------------ | ------------------------------------------------------------ | ------------------------------------------------------------ | -------- |
|                                                              | Ország                                                       | Arany                                                        | Ezüst                                                        | Bronz                                                        | Összesen |
| 1.                                                           | Egyesült Államok (USA)                                       | 2                                                            | 1                                                            | 2                                                            | 5        |
| 2.                                                           | Olaszország (ITA)                                            | 1                                                            | 1                                                            | 0                                                            | 2        |
| 3.                                                           | Szovjetunió (URS)                                            | 1                                                            | 0                                                            | 2                                                            | 3        |
|                                                              |                                                              |                                                              |                                                              |                                                              |          |
| 4.                                                           | Svédország (SWE)                                             | 0                                                            | 1                                                            | 0                                                            | 1        |
| 4.                                                           | NDK (GDR)                                                    | 0                                                            | 1                                                            | 0                                                            | 1        |
|                                                              |                                                              |                                                              |                                                              |                                                              |          |
| Összesen                                                     | Összesen                                                     | 4                                                            | 4                                                            | 4                                                            | 12       |

## Érmesek

### Férfi számok
| Az 1976. évi nyári olimpiai játékok érmesei férfi műugrásban |                                       |                                        |                                          |
| Versenyszám                                                  | Arany                                 | Ezüst                                  | Bronz                                    |
| Műugrás                                                      | Philip Boggs · Egyesült Államok (USA) | Franco Cagnotto · Olaszország (ITA)    | Alekszandr Koszenkov · Szovjetunió (URS) |
| Toronyugrás                                                  | Klaus Dibiasi · Olaszország (ITA)     | Greg Louganis · Egyesült Államok (USA) | Vlagyimir Alejnyik · Szovjetunió (URS)   |

### Női számok
| Az 1976. évi nyári olimpiai játékok érmesei női műugrásban |                                            |                                 |                                                   |
| Versenyszám                                                | Arany                                      | Ezüst                           | Bronz                                             |
| Műugrás                                                    | Jennifer Chandler · Egyesült Államok (USA) | Christa Köhler · NDK (GDR)      | Cynthia Potter-McIngvale · Egyesült Államok (USA) |
| Toronyugrás                                                | Jelena Vajcehovszkaja · Szovjetunió (URS)  | Ulrika Knape · Svédország (SWE) | Deborah Wilson · Egyesült Államok (USA)           |